# منوجان
مَنوجان شهری در استان کرمان است. منوجان از سطح دریا ۳۳۷ متر ارتفاع دارد و در سرشماری سال ۱۳۹۵ مرکز آمار ایران، برابر ۱۵۶۳۴ نفر جمعیت در ۴۳۱۴ خانوار داشته‌است.

## نام گذاری
در لغت نامه دهخدا آمده‌است:
منوقان، منوغان، منوجان، منوکان. شهری است به کرمان: سلطان بایزید را جهت اموال هرموز به طرف منوقان روانه کرد. (تاریخ گزیده ص ۷۴۱)

## پیشینه
شمس‌الدین مقدسی، جهانگرد و جغرافی‌دان قرن چهارم هجری، در کتاب احسن التقاسیم منوجان را دیاری آباد معرفی کرده که مردم شهرهای دیگر برای گردش به آن‌جا می‌روند و نوشته‌است:
منوقان خود، در دو سوی درهٔ خشک کلان جای دارد که یکی گویین و دیگری زامان نام دارد و در میان آن دو دژ جامعی همانند هست.

## موقعیت جغرافیایی
این شهرستان با وسعتی معادل ۳۵٬۴۶۹ کیلومتر از جنوب به میناب، از جنوب غربی به شهرستان رودان در استان هرمزگان منتهی و از جنوب شرقی به شهرستان قلعه گنج و از شمال به شهرستان کهنوج در استان کرمان منتهی می‌شود.
با توجه به نزدیکی این شهرستان به دریا، آب وهوای آن عمدتاً گرمسیری و مرطوب با رطوبت ۶۰ تا ۵۹ درصد در فصل‌های مختلف با متوسط حرارت ۲۱ تا ۵۰ درجه سانتیگراد می‌باشد فصل بارندگی شهرستان از دیماه تا بهمن ماه ادامه دارد و در فصل تابستان هم کم و بیش تحت تأثیر باران‌ها و طوفان‌های موسمی حاصل از اقیانوس هند قرار می‌گیرد. از سال ۱۳۷۳ تا ۱۳۹۰ به دلیل بروز خشکسالی این نظم بهم ریخته و نزدیک به ۱۳ سال است که منطقه تحت تأثیر یک خشکسالی ۱۰ ساله با کمبود شدید آب مواجه شده‌است.
از نظر تقسیمات کشوری این شهرستان دارای دو بخش مرکزی و آسمینون است که مجموعاً ۱۰۸ روستا و آبادی را شامل می‌شود. در این شهرستان یک شورای شهر، یک شورای شهرستان، دو شورای بخش، ۶۴ شورای اسلامی روستایی به فعالیت مشغولند و شامل ۶ دهستان به ترتیب قلعه، نودژ، بجگان، دهگان، گشمیران و چاه شاهی است.

## پوشش و زبان
شهرستان منوجان از نظر نوع پوشش لباس شباهت بسیار زیادی با شهر بندرعباس دارد که به علت نزدیک بودن بندرعباس نسبت به مرکز استان شهر کرمان است. همچنین در این شهرستان مردم به گویش نزدیک به بندری تکلم می‌کنند.

## جاذبه‌های تاریخی
- قلعه منوجان
- آرامگاه امامزاده شاه اشرف بی‌بی طیبه
- امامزاده حضرت عباس
- امامزاده شاه سلطان سیف الدین